# Улица Попова (Барнаул)
У́лица Попо́ва — одна из центральных улиц Барнаула.
Проходит по 2-м районам города — Ленинскому и Индустриальному, от промышленной зоны на севере города через спальные районы до поселка Новосиликатный на юго-западе. В районе улиц Гущина и Власихинской улица Попова делает небольшие изломы и меняет своё направление. Самая длинная улица города Барнаула, протяженностью 10 км. Ширина — 30 метров. Трамвайные пути проложены на всём протяжении улицы.

## История
Своё название улица получила в 1970-е годы в честь русского учёного, изобретателя в области радиосвязи А. С. Попова (1859—1905).
Застройка районов, прилегающих к улице, изначально проводилась комплексно — новые кварталы из панельных пятиэтажек (улучшенных «хрущёвок») должны были заменить стареющий жилой фонд Барнаула. В 1980-е годы появились такие спальные районы, как «Докучаево» и «Урожайный» с полным набором необходимых в СССР социальных учреждений.
Сегодня улица Попова осуществляет важную транспортную функцию внутригородского сообщения между промышленными зонами на севере и западе Барнаула, жилыми кварталами и пригородными поселками.
Через улицу от Балтийской улицы до Взлётной улицы проходит один из троллейбусных маршрутов, по улице осуществляется движение нового троллейбуса (маршрут № 7).